# Европско првенство у атлетици у дворани 1974 — 400 метара за мушкарце
Такмичење у дисциплини трчања на 400 метара у мушкој конкуренцији на 5. Европском првенству у атлетици у дворани 1974. године одржано је у дворани Скандинавијум у Гетеборгу, (Шведска) 8. и 9. марта.
Титулу европског првака освојену на Европском првенству у дворани 1973. у Ротердаму није бранио Лучано Сушањ из Југославије, јер је променио дисциплину.

## Земље учеснице
Учествовало је 7 атлетичара из 6 земаља.
1. Белгија (1)
2. Грчка (1)
3. Западна Немачка (1)
4. Источна Немачка(2)
5. Француска (1)
6. Шведска (1)

## Рекорди
| Рекорди пре почетка Европског првенства у дворани 1974.     | Рекорди пре почетка Европског првенства у дворани 1974. | Рекорди пре почетка Европског првенства у дворани 1974. | Рекорди пре почетка Европског првенства у дворани 1974. | Рекорди пре почетка Европског првенства у дворани 1974. | Рекорди пре почетка Европског првенства у дворани 1974. |
| ----------------------------------------------------------- | ------------------------------------------------------- | ------------------------------------------------------- | ------------------------------------------------------- | ------------------------------------------------------- | ------------------------------------------------------- |
| Светски рекорд                                              | Лучано Сушањ                                            | Југославија                                             | 46,38                                                   | Ротрдам, Холандија                                      | 11. март 1973.                                          |
| Европски рекорд                                             | Лучано Сушањ                                            | Југославија                                             | 46,38                                                   | Ротрдам, Холандија                                      | 11. март 1973.                                          |
| Рекорди европских првенстава                                | Лучано Сушањ                                            | Југославија                                             | 46,38                                                   | Ротрдам, Холандија                                      | 11. март 1973.                                          |
| Рекорди после завршеног Европског првенства у дворани 1974. |                                                         |                                                         |                                                         |                                                         |                                                         |
| Нових рекорда није било.                                    |                                                         |                                                         |                                                         |                                                         |                                                         |

## Освајачи медаља
|                           |                               |                               |
| Алфонс Бријденбах Белгија | Андреас Шајбе Источна Немачка | Гинтер Арнолд Источна Немачка |

## Резултати

### Квалификације
У квалификацијама такмичари су били подељени у две групе. Прва је имала 5, а друга 4 такмичара. У финале су се пласирала  прва двојица из обе групе (КВ) 
| Место | Група | Атлетичар          | Земља           | Време | Белешка |
| ----- | ----- | ------------------ | --------------- | ----- | ------- |
| 1.    | 1     | Алфонс Бријденбах  | Белгија         | 46,85 | КВ,     |
| 2.    | 2     | Гинтер Арнолд      | Источна Немачка | 47,15 | КВ, НРд |
| 3.    | 2     | Франсис Демартон   | Француска       | 47,36 | КВ,     |
| 4.    | 1.    | Андреас Шајбе      | Источна Немачка | 46,85 | КВ, НРд |
| 5.    | 2     | Михел Фредриксон   | Шведска         | 47.64 | ЛРд     |
| 6.    | 1     | Фалко Гајгер       | Западна Немачка | 47,36 | ЛРСд    |
| 7.    | 1     | Кирјакос Онисифору | Грчка           | 48,73 | ЛРд     |

### Финале
| Место | Атлетичар         | Земља           | Време | Белешка |
| ----- | ----------------- | --------------- | ----- | ------- |
|       | Алфонс Бријденбах | Белгија         | 46,60 |         |
|       | Гинтер Арнолд     | Источна Немачка | 46,80 | НРд     |
|       | Андреас Шајбе     | Источна Немачка | 46,94 | ЛРд     |
| 4.    | Франсис Демартон  | Француска       | 47,08 | ЛРд     |

## Укупни биланс медаља у трци на 400 метара за мушкарце после 5. Европског првенства на отвореном 1970—1974.
|    | Земља           |   |   |   |    |
| -- | --------------- | - | - | - | -- |
| 1. | СССР            | 1 | 1 | 2 | 4  |
| 2. | Пољска          | 1 | 1 | 1 | 3  |
| 3. | Западна Немачка | 1 | 1 | 0 | 2  |
| 4. | Белгија         | 1 | 0 | 0 | 1  |
| 4. | Југославија     | 1 | 0 | 0 | 1  |
| 6. | Источна Немачка | 0 | 2 | 2 | 4  |
|    | Укупно {6}      | 5 | 5 | 5 | 15 |

|    | Атлетичар            | Земља  |   |   |   |   |
| 1. | Анджеј Баденски      | Пољска | 1 | 1 | 0 | 2 |
| 2. | Александар Братчиков | СССР   | 1 | 0 | 1 | 2 |
| -- | -------------------- | ------ | - | - | - | - |

## Рефренце
1. ↑  „17. Светско првенство у атлетици у дворани: IAAF Statistics Handbook. Бирмингем 2018.” (pdf). Monte Carlo: IAAF Media & Public Relations Department. 2018. стр. 326. Приступљено 14. 11. 2018.
2. ↑  Резултати квалификација трке на 400 м ЕПд 1974. на сајту maik-richter.de
3. ↑  Резултати финалне трке на 400 м ЕПд 1974. на сајту maik-richter.de